# Santralistanbul

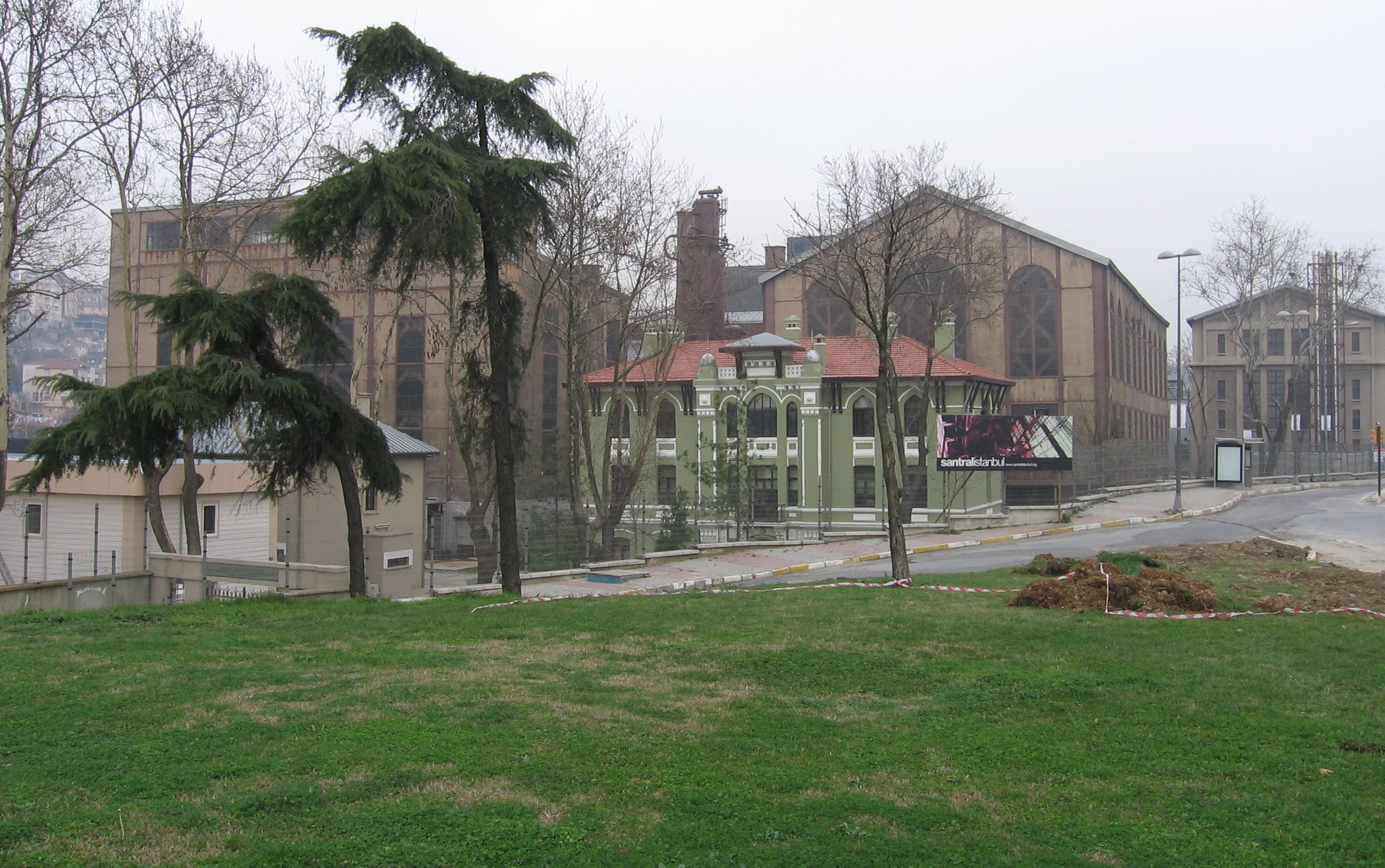
Exterior do Museu da Energia

Santralistanbul, por vezes também grafado Santralİstanbul ou Santral İstanbul, é um complexo cultural e artístico localizado na parte superior do Corno de Ouro, no distrito de Eyüp, em Istambul, Turquia. Aberto em 2007, o complexo está integrado no campus da Universidade Istanbul Bilgi e ocupa o que foi a primeira central elétrica do Império Otomano. É formado por um museu de arte moderna, um museu de energia, um anfiteatro, uma sala de concertos e uma biblioteca pública. Os edifícios de Santralistanbul ocupam uma área de 118 000 m².
O nome do centro cultural significa "central elétrica de Istambul" e advém da antiga Central Elétrica de Silahtarağa, a qual forneceu eletricidade à cidade entre 1914 e 1983.

## História
A ideia de aproveitar o espaço da central para um centro cultural foi de Oğuz Özerden, um jovem empresário e fundador da Universidade Istanbul Bilgi. Ele conseguiu convencer o governo de Erdoğan que o Ministério da Energia e Recursos Naturais lhe concedesse os direitos para ali construir um campus da universidade e um complexo cultural. O protocolo assinado, que prevê a concessão por um período de vinte anos, foi assinado em 1 de maio de 2004, no Palácio do Quediva, em Istambul.
A transferência de direitos gerou alguma controvérsia e foi objeto de um processo judicial movido pelo ramo de Istambul da Câmara de Engenheiros Eletrotécnicos, que em 2001 tinha desenvolvido um plano com a Universidade Técnica de Istambul para criar um parque tecnológico na área da antiga central. No entanto, o Ministério da Energia preferiu o projeto da Universidade Istanbul Bilgi.[carece de fontes?]
O projeto tem algumas semelhanças em termos concetuais com a Tate Modern, em Londres, embora seja mais abrangente, incluindo um museu tecnológico, anfiteatro, salas de concertos, biblioteca pública e residências para artistas visitantes. A conversão foi realizada por uma parceria entre Universidade Istanbul Bilgi, a fundação empresa americana Laureate Education e os grupos Doğuş e Ciner, com o patrocínio do Grupo Kae e da autarquia local de Istambul. O custo do projeto ultrapassou os 45 milhões de dólares US, bastante acima dos 30 milhões $US que estavam orçamentados.
İhsan Bilgin, o reitor da Escola de Arquitetura da Universidade Istanbul Bilgi, foi o responsável pela coordenação ao nível da arquitetura, enquanto que o plano geral foi desenhado pelos arquitetos Nevzat Sayın (biblioteca) e Emre Arolat (edifício multiusos). Han Tümertekin juntou-se à equipa para o desenho do museu de energia. Os trabalhos de arquitetura foram completados em três anos.
A abertura preliminar de Santralistanbul teve lugar em 17 de julho de 2007 e contou com a presença do primeiro-ministro turco Recep Erdoğan. O espaço foi inaugurado com três exposições estrangeiras. Durante os primeiros tempos, o espaço só abria das 19:00 às 23:00 devido aos trabalhos de construção ainda não terem terminado.
A abertura oficial teve lugar a 8 de setembro de 2007 e estimava-se então que o complexo alcançasse 1,5 milhões de visitante por ano.

## Museu de Arte Moderna
O museu de arte moderna tem 7 000 m² de área coberta e consiste em dois novos edifícios construídos sobre as ruínas de dois edifícios da central, Os arquitetos desenvolveram as novas edificações nas dimensões originais baseando-se em fotografias antigas que mostravam a secção de geração de vapor da central.
Os edifícios de betão armado têm cinco andares e o exterior é em aço e vidro. Estão ligados por uma passagem envidraçada. As galerias são separadas por placas de reboco móveis cinzentas e brancas. As fachadas estão cobertas com uma malha de alumínio cinzento, a qual permite que durante o dia a luz natural ilumine o interior e de noite e faz com que à noite os edifícios brilhem como uma lanterna na escuridão, além de poderem ser usados como tela de projeção.

## Museu da Energia

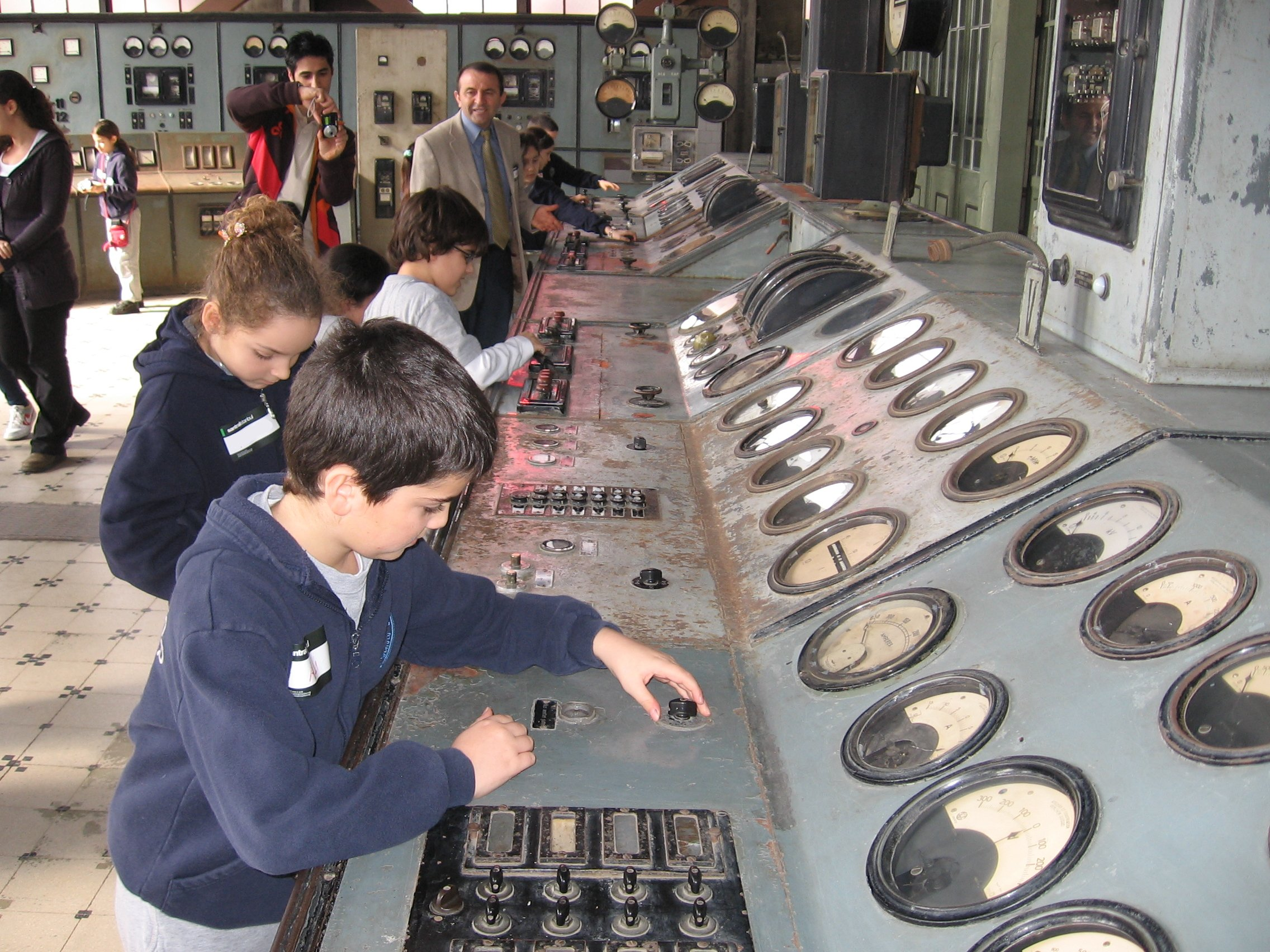
A sala de control da antiga central, agora parte do Museu da Energia

O que resta do equipamento de produção de eletricidade está preservado como parte da exposição  permanente do Museu da Energia de Santralistanbul, um edifício da autoria de Han Tümertekin situado na sala das turbinas, a qual tem três grupos geradores. O museu é constituído por uma coleção de turbinas de vapor, os geradores elétricos e o restante equipamento da central elétrica de Silahtarağa, em exposição praticamente nas condições originais.
Os antigos elevadores de carvão entre os pisos foram substituídos por modernos elevadores de vidro. Para que se possa ter uma boa perspetiva geral sobre a maquinaria da enorme sala, foi construído um pódio, suspenso a 12 metros de altura, por onde os visitantes acedem à sala de controle. Depois desta, o itinerário de visita prossegue retorna à entrada atravessando a sala das turbinas. O pódio tem um piso áspero de madeira, com os lados em vidro encaixado em aço. A sala de controle foi preservada praticamente na sua forma original, tendo apenas sido limpa.
O nível inferior do museu tem equipamentos didáticos interativos, onde os visitantes são encorajados a aprender manuseando botões e manípulos. Todo o antigo equipamento de transmissão e controle e cablagem são visíveis e há exemplos de instrumentos de dezenas de fabricantes, alguns já desaparecidos e outros ainda existentes. Uma das coisas que impressiona era a quantidade de equipamentos que era necessário para produzir apenas umas quantas dezenas de megawatts de eletricidade.

## Outros edifícios e estruturas

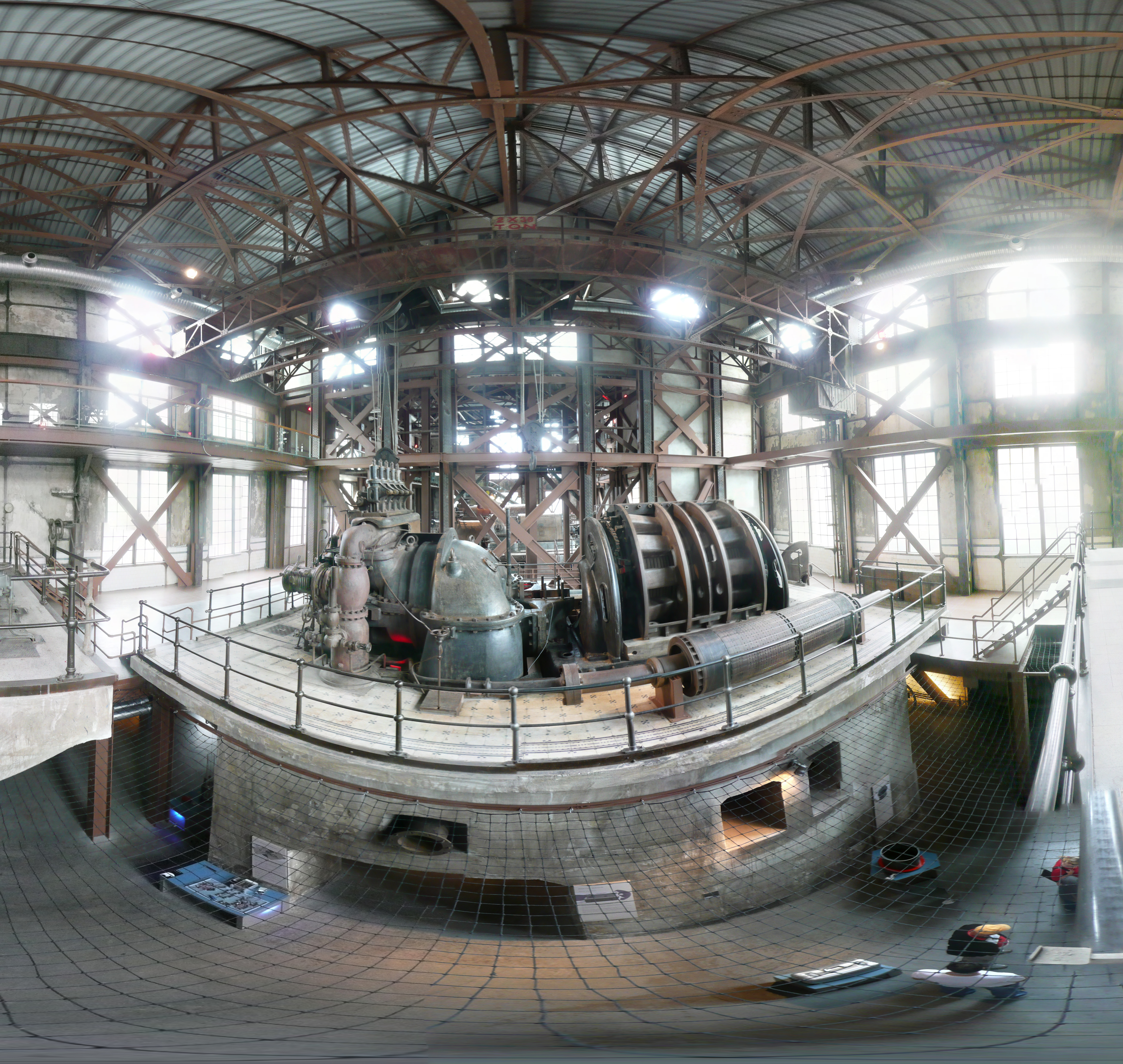
Interior do Museu da Energia

- Biblioteca pública — Está instalada em duas das antigas casas das caldeiras. Em 2007, um ano antes de ter sido aberta ao público, estimava-se que viesse a ser a maior biblioteca da Turquia. Tem capacidade para servir mil utentes simultaneamente e segundo os planos iniciais, deveria estar aberta até horas tardias noturnas todos os dias.
- Salas multiusos — Em 2007 estava prevista a construção de um edifício com salas multiusos.
- Edifícios escolares — Há quatro blocos escolares com dois ou três andares. A sua estrutura é simples para não se sobreporem visualmente os edifícios funcionais próximos. A sua forma é inspirada nos edifícios antigos, mas têm exteriores com grandes vidros que torna o interior seja visível do exterior.
- Residências para artistas — Em 2007 estimava-se que cerca de mil bolseiros (artistas, arquitetos, designers, filósofos, cientistas e especialistas de diversas áreas da cultura) iriam usar as residências do complexo.
- Cafés e restaurantes — Há três estabelecimentos deste género no complexo. O restaurante "Otto Santral" transforma-se numa discoteca nas horas noturnas mais tardias e também acolhe diferentes eventos e música ao vivo.[6]

## Transporte
Há um serviço de autocarros grátis para os visitantes entre o Centro Cultural Atatürk, na Praça Taksim e o Santralistanbul com autocarros de meia hora em meia hora.